# Rafał Szczepański
Rafał Szczepański (ur. 23 maja 1963 w Warszawie) – polski przedsiębiorca, menedżer, społecznik i filantrop. Współzałożyciel i prezes zarządu pracowni architektonicznej Juvenes-Projekt oraz Fundacji Pamięci o Bohaterach Powstania Warszawskiego, a także prezes Stowarzyszenia Stop Janosikowe i wiceprezes BBI Development SA.

## Życiorys
Pochodzi z Warszawy. Absolwent studiów magisterskich na Akademii Teologii Katolickiej w Warszawie i studiów podyplomowych na Uniwersytecie Jagiellońskim w Krakowie.
Współtwórca, współzałożyciel i prezes zarządu pracowni architektonicznej Juvenes-Projekt, która zaprojektowała m.in. Centrum Praskie Koneser, Centrum Marszałkowska, Rezydencja Foksal i Intraco Prime.
W 2010 r. został wiceprezesem zarządu BBI Development SA, realizującej projekty deweloperskie, takie jak Złota 44, Centrum Praskie Koneser i Plac Unii.

## Działalność społeczna
Zainicjował akcję „Stop janosikowe”. Pod projektem ustawy w tej sprawie zebrano ponad 150 tysięcy podpisów.
Był inicjatorem akcji „Warszawa pamięta o swoich bohaterach”, w ramach której zebrano podpisy pod petycją do rady miasta m.in. o otoczenie szczególną troską wszystkich miejsc pamięci. W efekcie tych działań tablice pamiątkowe Tchorka zostały odnowione.
Wraz ze Związkiem Powstańców Warszawskich i BBI Development SA 14 listopada 2017 r. założył Fundację Pamięci o Bohaterach Powstania Warszawskiego.

## Życie prywatne
Interesuje się sztuką, w szczególności malarstwem. Jest też miłośnikiem Warmii.
Jest żonaty z Edytą Szczepańską, z którą ma dwoje dzieci i pięcioro wnucząt.

## Nagrody i wyróżnienia
- 2011 - Nagroda Floriana[10]

## Odznaczenia
- 2013 – Odznaka Zasłużony dla Warszawy[11]
- 2014 – Medal z okazji 70. rocznicy Powstania Warszawskiego w uznaniu zasług dla działalności na rzecz Związku Powstańców Warszawskich
- 2014 – Medal Pamiątkowy ”PRO MASOVIA”  za wybitne zasługi oraz całokształt działalności na rzecz województwa mazowieckiego[12]
- 2015 – Krzyż Kawalerski Orderu Odrodzenia Polski za działanie na rzecz polskich samorządów, ze szczególnym uwzględnieniem akcji Stop Janosikowe[13]